# Sichote-Aliň
Sichote-Aliň (rusky Сихотэ-Алинь) je pohoří sopečného původu v Přímořském a Chabarovském kraji na ruském dálném východě. Na severu a severozápadě je ohraničeno Amurem a jeho přítoky a na severovýchodě Tatarským průlivem, který odděluje od pevniny ostrov Sachalin. Na východě a jihu hraničí s Japonským mořem a na západě s údolím Ussuri. Ussuri sama a její pravé přítoky, například Chor a Bikin, v něm také pramení. Jeho délka je zhruba 1350 kilometrů a šířka až 250 kilometrů. Jeho nejvyšším vrcholem je Tordoki Jani vysoký 2077 metrů nad mořem, významná města jsou (od severu k jihu) Komsomolsk na Amuru, Chabarovsk, Ussurijsk, Vladivostok a Nachodka.
Roku 1935 byla v pohoří vyhlášena stejnojmenná přírodní rezervace Sichote-Aliň. Ta byla v roce 2001 společně s nedalekou Goralijskou zoologickou rezervací zařazena mezi světové přírodní dědictví UNESCO. Pod jeho ochranu se v roce 2018 dostal i národní park Bikin. Souhrnná plocha těchto tří chráněných územích je 15 668 km². Jedinečnost této oblasti spočívá v promíchávání fauny a flóry typické pro severskou tajgu (např. rys nebo medvěd hnědý) s druhy subtropického regionu Mandžuska (tygr ussurijský, medvěd ušatý). 

## Geologie
Pohoří je tvořeno převážně čedičovými až andezitovými horninami, při pobřeží Japonského moře převažují tholeitické čediče. Stáří převážné části hornin se odhaduje do miocénu a pliocénu, nejstarší projevy sopečné činnosti zasahují až do konce druhohor a nejmladší horniny jsou z počátku holocénu.

## Rostlinstvo a živočišstvo
Oblast patří k územím nejméně zasaženým lidskou činností. Doposud se tu nacházejí staré jehličnaté i širokolisté lesy. Díky poloze se zde na velkém území zachovala pestrá smíšení různorodých rostlin a živočichů. Oblast se nachází v mírném podnebném pásu a žijí zde společně druhy ze tajgy (například sob polární) spolu s druhy tropickými či subtropickými (například medvěd ušatý). Řada z nich je vzácná či ohrožená a některé se nevyskytují nikde jinde na světě, například mikrobiota křížolistá. Zvláště významné jsou například zdejší populace tygra ussurijského, levharta mandžuského, jeřába mandžuského a jeřába kápového, ale z velkých savců zde žije i medvěd ušatý, medvěd hnědý, rosomák sibiřský, kočka bengálská, rys ostrovid, vlk obecný, vydra říční, lasice hranostaj, prase divoké, jelen wapiti, jelen sika, srnec sibiřský, kabar nebo goral východní.

## Sichote-Aliň v kultuře
V desátých a dvacátých letech dvacátého století oblast prozkoumal Vladimir Klavdijevič Arseňjev, který o svých cestách napsal několik knih. Nejznámější z nich, Děrsu Uzala (1923) byla v roce 1975 zfilmována japonským režisérem Akirem Kurosawou a tento film získal ve světě mnohá ocenění.